# Куниц (кратер)
Кратер Куниц је ударни метеорски кратер на површини планете Венере. Налази се на координатама 14,5° северно и 350,9° источно (планетоцентрични координатни систем +Е 0—360) и има пречник од 48,6 км. 
Кратер је име добио у част пољског астронома и математичарке Марије Куниц (1610—1664), а име кратера је 1991. усвојила Међународна астрономска унија.